# Карл Максимович
Ка́рл Максимо́вич (англ. Carl Johann Maximovich, англ. Karl Iwanowitsch Maximowitsch, 1827–1891) — ботанік, який провів більшу частину свого життя, вивчаючи флору країн Далекого Сходу Азії і називаючи багато нових видів. З 1852 року він працював у Санкт-Петербурзькому ботанічному саду куратором колекції гербарію, а в 1869 році став його директором.

## Біографія
Народившись у сім'ї балтійських німців, його ім'я при народженні було Карл Іванович Максимович, але він змінив його на німецький варіант свого імені для своєї наукової роботи. Він закінчив біологію в навчальному закладі, який зараз є Тартуським університетом, Естонія, у 1850 році, був учнем Александра фон Бунге.
З 1853 по 1857 рік він подорожував світом. Він подорожував разом з іншим балтійським німцем Леопольдом фон Шренком до Приамур'я у Східній Азії. З 1859 по 1864 рік він також відвідав Китай, Корею та Японію. Він прибув до Японії наприкінці 1860 року, спочатку розташувавши свої операції в Хакодате. Він багато подорожував Південною Японією і протягом більшої частини 1862 року, включаючи регіон Йокогами та гори Фудзі, того ж року він закінчив у Нагасакі. Він також дослідив значну частину Кюсю.
Він особливо займався флорою Японії, йдучи слідами Карла Петера Тунберга та Філіпа Франца фон Зібольда. Його асистентом у Японії був Сукава Чоносуке, ім'я якого Максимович дав квітці Trillium tschonoskii. Він також вивчав флору Тибету, дійшовши висновку, що вона складається переважно з іммігрантів з Монголії та Гімалаїв. 
За замовленням Російської академії наук він придбав у вдови фон Зібольда комплект із восьми томів відомої колекції японських ботанічних ілюстрацій, намальованих кількома японськими художниками. У 1888 році його було обрано іноземним почесним членом Американської академії мистецтв і наук.

## Вшанування
На честь науковця названо такі види рослин і тварин: Acer maximowiczianum, Atriplex maximowicziana, Betula maximowicziana, Crataegus maximowiczii, Picea maximowiczii, Microtus maximowiczii.

## Вибрані твори
- Rhamneae orientali-asiaticae (1866)
- Rhododendrae Asia Orientalis (1870)
- Monograph on genus Lespedeza (1873)
- Enumeratio plantarum hucusque in Mongolia : nec non adjacente parte Turkestaniae Sinensis lectarum (1889)
- Flora Tangutica : sive enumeratio plantarum regionis Tangut (AMDO) provinciae Kansu, nec non Tibetiae praesertim orientaliborealis atque tsaidam : ex collectionibus N.M. Przewalski atque G.N. Potanin (1889)